# حلقه ۰: همزاد
حلقه ۰: همزاد (به انگلیسی: Ring 0: Birthday)(به ژاپنی: リング0 バースデイ، Ringu Zero: Bāsudei) فیلمی ژاپنی در سبک ترسناک به کارگردانی نوریو سوروتا با بازی یوکی ناکاما و سی‌یچی تانابه است. این فیلم اقتباسی از فیلمی به همین نام ساخته هیدئو ناکاتا است که داستان آن مربوط به زمانی است که شخصیت اصلی این سری از فیلم‌ها هنوز زنده است و اتفاقاتی را بازگو می‌کند که منجر به کشته شدنش توسط پدرش می‌شود.